# Полтрон (филм)
Полтрон је југословенски хумористички филм снимљен 1989. године. Режирао га је Светислав Бата Прелић, а сценарио су написали супружници Синиша и Љиљана Павић.
Постојала је истоимена представа која се приказивала у Београдском драмском позоришту од 1986. године.